# 大草理乙子
大草 理乙子（おおくさ りつこ、1956年1月14日 - ）は、日本の女優。東京都出身。劇団ラッパ屋劇団員。エンパシィ所属。以前はワンダー・プロダクションに所属していた。

## 人物
身長156cm。血液型O型。
趣味はパソコン、ハワイアンキルト。

## 出演作品

### テレビドラマ

#### NHK
- NHKドラマ館 / 少年たち（1998年）
- 土曜ドラマ / 人生はフルコース（2006年）
- 土曜時代劇
  - オトコマエ!（2008年） - はつ
  - 桂ちづる診察日録（2010年）
- 連続テレビ小説 / ゲゲゲの女房（2010年）
- ドラマ10 / 聖女（2014年） - 清水瑞穂

#### 日本テレビ
- DRAMA COMPLEX / 夏のラブ&サスペンスシリーズ 第3作（2006年）
- ろくでなしBLUES（2011年）
- 土曜ドラマ
  - レッドアイズ 監視捜査班（2021年） - 湊川律子
  - ボイスII 110緊急指令室（2021年）

#### TBS
- 愛の劇場 / 一攫千金夢家族（2002年）
- 月曜ミステリー劇場→月曜ゴールデン
  - 弁護士高見沢響子
    - 第6作（2003年） - 下山和子
    - 第10作（2009年） - 達子
    - 第12作（2014年） - 仲居

  - おばさん会長・紫の犯罪清掃日記!ゴミは殺しを知っている 第5作（2003年）
  - 世直し公務員ザ・公証人 第5作（2005年） - クリーニング店店員
  - 浅見光彦シリーズ（沢村一樹版） 第21作（2005年） - 登紀子
  - ひまわりさん2（2005年）
  - 走れ! 事件記者・娘に捧げる最後のスクープ（2006年） - 女将
  - 萬屋長兵衛の隅田川事件ファイル 第2作（2010年） - 中野智子
  - 西村京太郎サスペンス 十津川警部シリーズ 第44作（2011年） - 小柳の母
  - 世田谷駐在刑事 第2作（2014年） - 秋子
- 強行帰国〜忘れ去られた花嫁たち〜（2012年）
- タンクトップファイター（2013年） - 太田の母
- 月曜ミステリーシアター / 名もなき毒（2013年）
- SAKURA〜事件を聞く女〜（2014年） - 白石信子
- ドラマイズム / 目玉焼きの黄身 いつつぶす?（2017年）
- 警視庁機動捜査隊216 第10作（2019年） - 柳瀬久美

#### フジテレビ
- 世にも奇妙な物語 秋の特別編「友子の長い夜」（1995年） - 小牧先生
- フジテレビヤングシナリオ大賞 / すばらしい日々（1998年）
- 金曜エンタテイメント→金曜プレステージ→金曜プレミアム
  - ドーラク弁護士（1999年）
  - やがて来る日のために（2005年）
  - おばさんデカ 桜乙女の事件帖 第15作（2007年） - 主婦
  - 警部補・佐々木丈太郎 第1作（2009年） - 磯川礼子
  - 本当にあった女の人生ドラマ（2016年）
- らぶ・ちゃっと（2000年）
- ラブ・レボリューション（2001年）
- マルサ!!東京国税局査察部（2003年）
- ほんとにあった怖い話「死者のゆく場所」（2004年）
- ほっとけない魔女たち（2014年） - 初子
- HEAT（2015年）
- 夏樹静子サスペンス・光る崖（2016年）- 赤司晴江

#### テレビ朝日
- 土曜ワイド劇場
  - 殺人スタント 第1作（2004年）
  - 家政婦は見た! 第23作（2004年） - 原告団
  - モラルリスク調査員・10分間で死ぬ!（2005年）
  - 100の資格を持つ女〜ふたりのバツイチ殺人捜査〜 第3作（2010年） - ホステス
  - 森村誠一の棟居刑事 第9作（2016年） - 目撃者
- さよならの花びら（2005年）
- 金曜ナイトドラマ
  - 特命係長 只野仁（2007年）
  - ホリデイラブ（2018年）
- 日曜エンターテインメント / 松本清張 黒い福音〜国際線スチュワーデス殺人事件〜（2014年）
- ドラマスペシャル 家政婦は見た!（2014年 - 2015年） - 宮田善子
- DOCTORS〜最強の名医〜（2015年） - 今井由美江
- 相棒（2017年） - 槇原順子

#### テレビ東京
- 女と愛とミステリー→水曜ミステリー9
  - 逃げ口上〜路線バス爆破事件!（2002年） - 植田広美
  - なんでも屋大蔵の事件簿 第2作（2003年）
  - 旅行作家・茶屋次郎 第4作（2004年） - よりえ
  - 松本清張特別企画・聞かなかった場所（2011年） - 清掃員
- 「黄落、その後」〜命輝くとき〜（2005年）
- 三匹のおっさん（2014年）
- ドラマ24 / 玉川区役所 OF THE DEAD（2014年）
- 噂の女（2018年）
- 警視庁強行犯係・樋口顕 第7作（2019年） - 赤塚富子

#### NHK BSプレミアム
- プレミアムドラマ / ある日、アヒルバス（2015年）
- BS時代劇 / 赤ひげ（2017年）

#### BSフジ
- JJ ma-ma!（2000年）

#### BSテレビ東京
- ワカコ酒（2020年） - 女将

### テレビ番組
- 原宿ネストカフェ（TBS）
- 逆転人生（NHK）

### 映画
- ガメラ3 邪神覚醒（1999年）
- スキージャンプ・ペア Road to TORINO 2006（2006年） - 原田絹代
- K-20 怪人二十面相・伝（2008年）
- 獅子舞ボーイズ（2015年）
- Mr.Long ミスター・ロン（2017年） - 久美子
- 日日是好日（2018年）
- カラオケや兆治（2019年）
- SWANEE 野毛探偵事務所（2021年）
- ミドリムシの姫（2022年）

### 配信ドラマ
- 愛なき森で叫べ（2019年、Netflix）

### 舞台
- 劇団ラッパ屋公演作品
  - 第18回公演「阿呆浪士」（1994年） - おかね
  - 第20回公演「サクラパパオー」（1995年） - 菅原幸子
  - 第26回公演「凄い金魚」（1997年） - 橋本洋子
  - 第27回公演「阿呆浪士」（1998年） - 幸
  - 第30回公演「斎藤幸子」（2001年） - 吉田勝江
  - 第32回公演「あしたのニュース」（2006年） - 西島響子
  - 第33回公演「妻の家族」（2007年） - 三田村英子
  - 第34回公演「ブラジル」（2009年） - 遠藤美幸
  - 第35回公演「世界の秘密と田中」（2010年） -  田中美雪
  - 第36回公演「YMO」〜やっとモテたオヤジ〜（2010年） - 谷口清美
  - 第38回公演「ハズバンズ&ワイブズ」（2011年） - 奥村薫
  - 第39回公演「おじクロ」（2012年） - 今村啓子
  - ラッパ屋30周年記念 第40回公演「ダチョウ課長の幸福とサバイバル」（2013年） - 多田美津子
  - 第41回公演「ポンコツ大学探険部」（2015年） - 真木今日子
  - 第43回公演「ユー・アー・ミー?」（2017年） - 堀
  - 第44回公演「父の黒歴史」（2018年） - 牟田佐和子
  - 第45回公演「2.8次元」（2019年） - 水島小夜子
  - 第46回公演「コメンテーターズ」（2021年）※上演中止
  - 第50回公演「はなしづか」（2025年）[3]
- かもねぎショット公演作品
  - 夢十夜シリーズ
    - 第三夜「道」
    - 第四夜「窓」
    - 第六夜「客」
    - 第九夜「霧」

  - 子供と会議
  - 白か黒・後編「新事実編」
  - 仲よくなった小父さん（2008年）
  - 嘘と迂濶と物語
  - 舞踏会へ向かう三人の農夫の妻
- 適齢期プロデュースvol.2「My Sweet Baby!?」
- 企画ジョッパラ「だってもさってもあさっても」
- ONEOR8「ゴールデンアワー」
- 東京タンバリン「狐の牡丹」
- 経済とH「FLOWERS」
- リブレプロデュース「夏宵漫 百鬼夜行」
- TABACCHI「バルバトス〜 嘘、連鎖、叫び」
- おとな公演「踊れ! 人生があるうちに。」